# いきものがかり
いきものがかりは、日本の2人組音楽グループ。株式会社MOAI所属（キューブ業務提携）。レコード会社はソニー・ミュージックレーベルズ内のエピックレコードジャパン（EPIC Records）。公式ファンクラブは「いきものがかりファンクラス1年2組」（- 2024年4月28日）→「いきものがかりオフィシャルファンクラス超1年2組」（2023年12月12日 -）。

## メンバー
※公式サイトの「PROFILE」に準拠。
在籍中のメンバー
- 吉岡 聖恵（よしおか きよえ、1984年2月29日 - ）（41歳） : ボーカル
- 水野 良樹（みずの よしき、1982年12月17日 - ）（42歳）: ギター・ピアノ

旧メンバー
- 山下 穂尊（やました ほたか、1982年8月27日 - ）（42歳） : ギター・ハーモニカ

### サポートメンバー
| 名前                          | 演奏担当                  | その他 |
| ----------------------------- | ------------------------- | --- |
| 本間 昭光 （ほんま あきみつ） | キーボード バンドマスター | - 1964年12月19日（60歳）、大阪府八尾市出身。 - ポルノグラフィティ、広瀬香美、浜崎あゆみ、前田亘輝、平井堅、ももいろクローバーZなど数々のアーティストのプロデュースやアレンジ、楽曲提供などを行っている。 |
| 林部 直樹 （はやしべ なおき） | ギター                    | - 1965年7月29日生まれ（60歳）、神奈川県出身。 - 米米CLUBのギタリストであり、広瀬香美、浜崎あゆみ、ポルノグラフィティ、Do As Infinity、KinKi Kidsなどの数々のアーティストのライブやレコーディングに参加している。 |
| 安達 貴史 （あだち たかし）   | ベース                    | - 1982年12月29日生まれ（42歳）、山口県周南市出身。愛称は「ダッチー」。 - いきものがかりがインディーズで活動していた頃からサポートに参加している他、藤木直人、たむらぱん、奥華子、ももいろクローバーZなど数々のアーティストのライブにも参加している。 - プロサッカー選手の田中達也（アルビレックス新潟）とは小・中学の同級生で、中学時代はサッカー部のチームメイトであった。 |
| 玉田 豊夢 （たまだ とむ）     | ドラム                    | - 1975年6月23日生まれ（50歳）、大分県臼杵市出身。 - 100sのドラマーであり、小谷美紗子、浜崎あゆみ、斉藤和義、スネオヘアー、DEPAPEPE、倖田來未など数々のアーティストのライブや作品に参加している。 - サポートドラマーとしてライブやスタジオレコーディングの他に「ハルウタ」「風が吹いている」のPVにも出演している。                                                           |
| 足立 賢明 （あだち けんめい） | マニピュレーター          | - 1970年6月17日生まれ（55歳）、福岡県柳川市出身。 - サウンドクリエイターとして数々のゲームミュージックやアーティスト作品を手掛けている。 |

## 概要
小学校時代からの同級生だった水野良樹と山下穂尊が、1999年（平成11年）2月に男性2人組アマチュアバンドを結成。同年11月、2人の同級生の妹である吉岡聖恵がボーカルとして加わり、男女3人組となった。
バンド名は、結成時における水野と山下の唯一の共通点が小学1年生時代の係活動において、金魚に餌をあげる「生き物係」だったことに由来し、それを思い出した山下の提案により決定した。当初「いきものがかり」は仮称で、吉岡の加入を契機にバンド名変更が検討されるも、吉岡が「いきものがかり」を気に入ったことからそのまま現在に至る。
2003年8月25日、アルバム『誠に僭越ながらファーストアルバムを拵えました…』にてインディーズデビュー。2006年3月15日、シングル「SAKURA」にて、エピックレコードジャパンからメジャーデビューを果たした。2009年のNHK全国学校音楽コンクール中学生の部課題曲の「YELL」や、2010年度上半期のNHK連続テレビ小説『ゲゲゲの女房』の主題歌「ありがとう」がヒットし、幅広い年齢層の支持を獲得。オリコンの「音楽ファン2万人が選ぶ 好きなアーティストランキング」では、2010年から4年連続で2位となった。NHK紅白歌合戦には2008年から9年連続で出場している。2016年のメジャーデビュー10周年を区切りとして、翌2017年1月5日に活動休止（メンバーは「放牧」と表現）し、2018年11月3日より活動を再開（メンバーは「集牧」と表現）した。

### 楽曲
アニメソング、CMソング、テレビドラマや映画の主題歌などを数多く手掛け、メジャー・デビュー以降発表した全てのシングルA面曲にタイアップがついている。
3人の音楽のルーツはフォークソングやニューミュージック・歌謡曲などを含めた広義の「邦楽」であり、生み出す楽曲はインディーズ時代から一貫して王道のコード進行を用いたポップサウンドが特徴となっている。
オリジナル曲のほか、シングルにはデビュー作「SAKURA」から「うるわしきひと/青春のとびら」までの5作および「ノスタルジア」のカップリングにカバー曲を収録。「卒業写真」「木綿のハンカチーフ」「時をかける少女」など、彼らが影響を受けた1970年代・80年代のヒット曲をメインにカバーしている。トリビュート・アルバムへも参加し、『14プリンセス 〜PRINCESS PRINCESS CHILDREN〜』では「GET CRAZY!」を、『JUDY AND MARY 15th Anniversary Tribute Album』では「クラシック」をそれぞれカバーした。カバー曲の収録理由は、過去の名曲を下の世代に伝えることは意味があるとの考えから。
楽曲については同業者からも評価されており、松本孝弘（B'z）は『WHAT's IN?』（2011年2月号）のインタビューにて「歌詞と曲のバランス、メロディが良い。若手のJ-POPシーンの中で1番だと思う」と評した。

#### 製作体制
すべてのオリジナル曲はメンバーによって制作されている。作詞・作曲は、シングルA面曲の大半とアルバム収録曲の一部を水野が、カップリング曲（カバー曲やライブ音源を除く）の大半とアルバム収録曲の多くを山下が担当。吉岡が作詞・作曲に関わることは少ないが、2ndアルバム『ライフアルバム』では作詞に初参加し（「ちこくしちゃうよ」「月とあたしと冷蔵庫」）、3rdアルバム『My song Your song』以降は単独で作詞・作曲を手がけることが恒例となっている。
編曲のほとんどは外部のアレンジャーが担当し、メジャーデビュー後の楽曲においてメンバーが編曲に参加しているのは「月とあたしと冷蔵庫」「オリオン」のみ。

#### セールス
シングルは、2ndシングル「HANABI」と、6thシングル「夏空グラフィティ/青春ライン」から28thシングル「熱情のスペクトラム/涙がきえるなら」までの全作品、および30thシングル「あなた」以降の作品の計26作がオリコン週間チャートTOP10入りを果たしている。しかし、累計売上が10万枚を突破したのは15thシングル「YELL/じょいふる」と18thシングル「ありがとう」の2作のみで、オリコンの年間ランキングTOP100入りは前述の2作に10thシングル「ブルーバード」の計3作にとどまり、オリコンシングルチャートにおける1位獲得作品は存在しない。
一方で、アルバムは3rdアルバム『My song Your song』で初めてオリコンチャート1位を獲得すると、以降『FUN! FUN! FANFARE!』まで7作連続初登場1位となった。特に2010年リリースのベストアルバム『いきものばかり〜メンバーズBESTセレクション〜』は、同年発売のシングル「ありがとう」のヒットによる相乗効果で140万枚以上（出荷枚数は約160万枚）の売上を記録した。
オリコン集計によるアーティスト・トータル・セールス（CD総売上枚数）は、2015年12月時点でおよそ569万枚（シングル：約162万枚、アルバム：約407万枚）。

### 男性2人組から男女3人組になった経緯
水野と山下が路上ライブを始めた1999年は、ストリートミュージシャン出身で地元が同じ神奈川県であるゆずが本格ブレイク直後で、地元で沸き起こったゆずブームに便乗し彼らもいきものがかりを結成した。当初は水野と山下の男2人で活動したが、路上ライブでゆずのカバーを行う男性2人組グループが次第に増えていき、「同じことやってもつまらない」と感じるようになる。その状況に限界を感じていた2人は「みんな男2人で女性も少ないし男女混合のグループはあまりいないから、真ん中で女の子が歌って自分たちがその後ろでギターを弾けば、今は女子高生しか集まらないのが男子高生やお父さんお母さんも来てくれるようになるのではないか」と漠然と考えるようになった。ちょうどそのころ、椎名林檎のコピーバンドを別で結成すべく女性ボーカルを探していた水野は、バンド仲間の1人だった同級生から妹の吉岡を紹介され、そこで好感触を得た水野は吉岡のいきものがかり加入を山下に提案する。吉岡自身はもともと路上ライブへの興味があり、当時2人が相模大野駅前で行っていたライブへの飛び入り参加をきっかけに、そのまま加わることとなった。
山下はのちにこの件について「自分ら（男子メンバー）で歌うってことにこだわりがなかったし、やっぱりちゃんと歌える人が歌ったほうが良いと思っていた」と述べている。

### ファン層
オリコンが2004年から毎年集計しているアンケート「好きなアーティストランキング」で、2008年までは総合20位圏外だったが、2009年は一気に総合6位と急上昇している。2010年から2013年までは4年連続で総合2位にランクイン、2016年にも再び2位にランクインした。また、2012年にオリスタが調査した『好きなバンドRANKING2012』ではB'z、Mr.Childrenなどを抑えて1位に選ばれた。
2009年のNHK全国学校音楽コンクール中学生の部課題曲「YELL」の制作担当や、2010年に「ありがとう」が主題歌となったNHK連続テレビ小説『ゲゲゲの女房』が空前のブームといえる大ヒットとなり、若年層のみならず中高年層への知名度が急上昇し、老若男女問わず幅広い年齢層のファンを獲得。これについてメンバーも「自分たちと同世代や下の世代だけではなく、上の世代の人たちにも自分たちの音楽を聴いてもらったり、ライブに来てくれることを目標としている」という趣旨の発言をしている。

### 地元との関係
インディーズ時代におけるメインの活動地域だった海老名市から、メジャーデビュー直後の2006年（平成18年）度に「都市ブランド事業」のメイン大使（他都市では「観光大使」などと呼ばれる）や、2010年2月27日に初の供用区間となる海老名JCT - 海老名IC間が開通したさがみ縦貫道路を完成前に歩くというイベント参加の打診があったが、音楽以外におけるイベント原則不参加の方針や、同様にインディーズ時代のメインの活動場所でもあった隣の厚木市との兼ね合いなどから断っている。ただし、2005年からメジャーデビューする2006年まで地元厚木の "アーティスト活性化" NPO法人「厚木インディーズA-I-M」に加入して活動歴があった。
ベストアルバム『いきものばかり〜メンバーズBESTセレクション〜』の発売日である2010年11月3日より、小田急小田原線の海老名駅では「SAKURA」が、本厚木駅では「YELL」がそれぞれオルゴール調にアレンジされ接近メロディとして採用されている。これはいきものがかりから小田急電鉄に提案されたもので、「地元への恩返し」として無償提供された。また、NHK連続テレビ小説『ゲゲゲの女房』の舞台となった東京都調布市にある京王線調布駅では、ドラマ主題歌の「ありがとう」が、同駅が地下化された2012年8月19日より接近メロディに採用されている。

## 経歴

### 結成 - メジャーデビューまで
1989年、水野と山下が小学校1年生で出会い、2人でクラスの「生き物係」を担当。
同じ厚木高校に進学した水野と山下が、1999年2月1日に音楽グループを結成、軽い気持ちでグループ名を「生き物係」にして近所のコミュニティセンターの駐車場で初練習を行う。この日がいきものがかり公式結成日となっている。4月12日から小田急小田原線相模大野駅前での路上ライブ活動を開始。同ライブでの初演奏曲は「Fat Mama」（山崎まさよし）。
水野と山下は、当時の路上ミュージシャンでは珍しかった女性ボーカルユニット化を計画し、1999年11月3日に2人の同級生の妹である吉岡の加入により現在の3人体制となる。3人体制での初演奏曲は「夏色」（ゆず）。吉岡の加入以前は相模大野駅周辺で、主に相模女子大学高等部の女子高生を相手に演奏活動を行ったが、3人となって以降は本厚木駅や海老名駅周辺に拠点を移した。
水野と山下の大学受験を前に解散を決め、2000年9月17日に本厚木駅前の路上で解散ライブを行なった。高校卒業後、水野・山下ともに1年間の浪人（水野は仮面浪人）を経て大学へ進学し、吉岡も音大へ進学したことで、いきものがかりの再開を試みる。しかし吉岡が音大での厳しい訓練で歌に挫折し、水野が懸命に吉岡を説得するも活動再開は難航していた。
2003年2月、山下の説得により吉岡がいきものがかり再開を決心する。活動再開にあたり、これまでの路上ライブスタイルからライブハウスでの活動に舵を切るべく、サポートのバンドメンバーを集めた。4月に路上ライブを再開。6月2日、厚木市にあるライブハウス「Thunder Snake ATSUGI」にて、ともに初となるライブハウスでの演奏かつワンマンライブを開催した。同ライブには、のちにいきものがかりの初代マネージャーとなるキューブのスタッフが訪れており世に出るきっかけとなった。その後も主に厚木市・海老名市などの神奈川県県央地域を中心に活動し、8月25日にインディーズ1stアルバム『誠に僭越ながらファーストアルバムを拵えました…』を発売した。
2004年、キューブに所属。同事務所主催のレコード会社が集まるショーケースライブにて、エピックレコードの目に止まりメジャーデビューが決定。ちなみに同社以外からは手が上がらなかったという。2005年3月26日、厚木市文化会館小ホールにて初のホールワンマンライブを開催。

### 2006年 - 2016年（メジャーデビューから活動休止まで）
2006年3月15日に1stシングル「SAKURA」でエピックレコードジャパンよりメジャーデビュー。5月31日発売の2ndシングル「HANABI」はオリコンチャート初登場5位でシングル・アルバム通じて初のTOP10入りを果たす。11月10日から11月30日にかけ、初のライブツアー「いきものがかりのみなさん、こんにつあー!! 2006」を開催。
2007年3月7日、メジャー1stアルバム『桜咲く街物語』を発売。3月13日、『第21回日本ゴールドディスク大賞』のザ・ベスト10・ニューアーティストに選出される。
2008年2月13日発売の2ndアルバム『ライフアルバム』がオリコンチャート初登場2位で初のTOP3入りを果たす。また、10thシングル「ブルーバード」はオリコンチャート初登場3位を記録し、シングルでは初のTOP3入りとなった。12月24日、3rdアルバム『My song Your song』発売し、シングル・アルバム通して初のオリコンチャート1位を獲得した。12月31日、『第59回NHK紅白歌合戦』に初出場。
2009年9月23日、15thシングル「YELL/じょいふる」を発売し、オリコンデイリーチャートにてシングルでは初の1位を記録、週間チャートでも初登場2位とシングルでは自己最高位となった。「YELL」は12月1日の『第51回日本レコード大賞』にて優秀作品賞、12月20日の『第42回日本有線大賞』では有線音楽優秀賞を受賞した。2009年12月23日、メジャー4thアルバム『ハジマリノウタ』を発売。
2010年3月25日より、初の日本武道館公演を含む全47都道府県を巡るライブツアー「いきものがかりの みなさん、こんにつあー!! 2010 全国あんぎゃー!! 〜ハジマリノウタ〜」を開催。同年5月5日に発売した18thシングル「ありがとう」は初動・累計売上ともに自己最高を記録。11月3日発売となった初のベストアルバム『いきものばかり〜メンバーズBESTセレクション〜』は、発売から2ヶ月で売上が100万枚を突破し、シングル・アルバム通じて初のミリオンセラーを達成した。11月20日の『第52回日本レコード大賞』にてアルバム『ハジマリノウタ』が最優秀アルバム賞を、「ありがとう」が優秀作品賞を受賞した。同年年11月ごろより楽曲制作に専念するためステージ活動を休止するという報道が相次いだが否定している。
2011年の「第83回選抜高等学校野球大会」の開会式入場行進曲に「ありがとう」が選出され、2011年7月2日には「ありがとう」のPVが『MTV Video Music Aid Japan』で最優秀ポップビデオ賞を受賞。2011年7月23日・24日、初の野外スタジアム公演「いきものまつり2011 どなたサマーも楽しみまSHOW!!! 〜横浜スタジアム〜」を開催。同年7月20日発売の「笑ってたいんだ」が、11月19日の『第53回日本レコード大賞』にて優秀作品賞を受賞した。
2012年1月27日、『第26回日本ゴールドディスク大賞』にて『いきものばかり〜メンバーズBESTセレクション〜』がアルバム・オブ・ザ・イヤー（邦楽部門）を受賞。2012年2月29日に5thアルバム『NEWTRAL』を発売し、オリコンアルバムチャートで週間1位を獲得。7月18日に発売した「風が吹いている」が、11月22日の『第54回日本レコード大賞』にて優秀作品賞を受賞。12月31日には、2008年から5年連続で出場している『第63回NHK紅白歌合戦』にて初の紅組トリとして「風が吹いている」を披露した。
2012年11月7日、ソニー・ミュージックエンタテインメントがiTunes Storeにおける邦楽アーティストの楽曲配信を解禁。それに伴い「ノスタルジア」以降のシングル及び、メジャーデビュー後に発表したアルバム全作品がiTunes Storeで配信開始となった。
2013年7月10日発売の「笑顔」が、11月22日の『第55回日本レコード大賞』にて優秀作品賞を受賞。7月24日発売の6thアルバム『I』がオリコンアルバムチャートで週間1位を獲得。8月17日、水野が公式ファンクラブサイトにて一般女性との結婚を発表。
2014年10月15日発売の「熱情のスペクトラム」が、11月20日の『第56回日本レコード大賞』にて優秀作品賞を受賞。12月24日発売の7thアルバム『FUN! FUN! FANFARE!』がオリコンアルバムチャートで週間1位を獲得。
2016年はメジャー・デビュー10周年を迎え、3月15日にベストアルバム『超いきものばかり〜てんねん記念メンバーズBESTセレクション〜』を発売。また、10周年を記念した地元の海老名市・厚木市での野外スタジアム公演『超いきものまつり2016 地元でSHOW!! 〜海老名でしょー!!!〜 / 〜厚木でしょー!!!〜』を8月27日から9月11日まで4公演開催。8月24日発売の「ラストシーン」が、11月18日の『第58回日本レコード大賞』にて優秀作品賞を受賞。

### 2017年 - 2018年（活動休止）
メジャー・デビュー10周年の節目を終え、2017年1月5日に『放牧宣言』と題して、グループとしての活動休止を発表した。「いきものがかりは3人が帰ってくる場所」とし解散は否定した。活動休止中、水野は多数のアーティストへ楽曲提供を行い、吉岡はカバーアルバムを発売するなど、メンバーそれぞれがソロ活動を行った。

### 2018年 - （活動再開）
2018年11月2日、『集牧宣言』と題して、グループ結成日である11月3日の活動再開を公式サイトにて発表した。また、2年振りの新曲「太陽」をファンクラブ限定にて配布。
2019年4月より、およそ8年振りとなるファンクラブ会員限定ツアーが開催された。
2020年9月から11月にかけて、全国アリーナツアー『いきものまつり2020 〜結成20周年だよ!! お祝いしまSHOW!!!〜』の開催が予定されていたが、新型コロナウイルス感染拡大の影響により全公演が中止となった。
2021年6月2日、山下が同年夏をめどにグループを脱退、同時に芸能界を引退し、作曲や執筆といった創作活動に取り組んでいくことが発表された。3人体制における最後のライブは同月10日・11日の横浜アリーナ『Yakult ミルミル Presents いきものがかりの みなさん、こんにつあー!! THE LIVE 2021!!!』。同年夏、吉岡と水野による2人体制での活動を開始。
2023年、映画『銀河鉄道の父』の主題歌として書き下ろした新曲『STAR』を発表した。同年1月25日、『プリキュアシリーズ』放送20周年の記念楽曲として書き下ろした新曲『ときめき』を発表。プリキュア公式YouTubeチャンネルでは、シリーズ20周年記念のプロモーションビデオが公開された。
2024年2月14日、新解釈コラボレーションアルバム『いきものがかりmeets』を発売。

## ディスコグラフィ
※ 規格がCDとなっているものはすべて12cmCDである。

### シングル

#### CDシングル
|      | 発売日        | 発売日        | タイトル                          | 規格       | 規格品番                    | オリコン 最高位 | 収録アルバム                                                |
| ---- | ------------- | ------------- | --------------------------------- | ---------- | --------------------------- | --------------- | ----------------------------------------------------------- |
| 1st  | 2006年        | 3月15日       | SAKURA                            | CD         | ESCL-2803                   | 17位            | 桜咲く街物語                                                |
| 2nd  | 2006年        | 5月31日       | HANABI                            | CD         | ESCL-2823                   | 5位             | 桜咲く街物語                                                |
| 3rd  | 2006年        | 10月18日      | コイスルオトメ                    | CD         | ESCL-2885                   | 15位            | 桜咲く街物語                                                |
| 4th  | 2006年        | 12月6日       | 流星ミラクル                      | CD         | ESCL-2897                   | 22位            | 桜咲く街物語                                                |
| 5th  | 2007年        | 2月14日       | うるわしきひと/青春のとびら       | CD         | ESCL-2925                   | 17位            | 桜咲く街物語                                                |
| 6th  | 2007年        | 8月8日        | 夏空グラフィティ/青春ライン       | CD         | ESCL-2975                   | 10位            | ライフアルバム                                              |
| 7th  | 2007年        | 10月24日      | 茜色の約束                        | CD         | ESCL-3012                   | 7位             | ライフアルバム                                              |
| 8th  | 2008年        | 1月30日       | 花は桜 君は美し                   | CD         | ESCL-3045                   | 7位             | ライフアルバム                                              |
| 9th  | 2008年        | 4月16日       | 帰りたくなったよ                  | CD         | ESCL-3058                   | 7位             | My song Your song                                           |
| 10th | 2008年        | 7月9日        | ブルーバード                      | CD         | ESCL-3083                   | 3位             | My song Your song                                           |
| 11th | 2008年        | 10月15日      | プラネタリウム                    | CD         | ESCL-3114                   | 5位             | My song Your song                                           |
| 12th | 2008年        | 12月3日       | 気まぐれロマンティック            | CD         | ESCL-3139                   | 4位             | My song Your song                                           |
| 13th | 2009年        | 5月27日       | ふたり                            | CD         | ESCL-3200                   | 7位             | ハジマリノウタ                                              |
| 14th | 2009年        | 7月15日       | ホタルノヒカリ                    | CD         | ESCL-3253                   | 5位             | ハジマリノウタ                                              |
| 15th | 2009年        | 9月23日       | YELL/じょいふる                   | CD         | ESCL-3280                   | 2位             | ハジマリノウタ                                              |
| 16th | 2009年        | 11月11日      | なくもんか                        | CD+DVD     | ESCL-3297/98（初回盤）      | 6位             | ハジマリノウタ                                              |
| 16th | 2009年        | 11月11日      | なくもんか                        | CD         | ESCL-3299（通常盤）         | 6位             | ハジマリノウタ                                              |
| 17th | 2010年        | 3月10日       | ノスタルジア                      | CD         | ESCL-3385                   | 3位             | いきものばかり 〜メンバーズBESTセレクション〜               |
| 18th | 2010年        | 5月5日        | ありがとう                        | CD         | ESCL-3438                   | 2位             | いきものばかり 〜メンバーズBESTセレクション〜               |
| 19th | 2010年        | 8月4日        | キミがいる                        | CD         | ESCL-3458                   | 4位             | いきものばかり 〜メンバーズBESTセレクション〜               |
| 20th | 2011年        | 7月20日       | 笑ってたいんだ/NEW WORLD MUSIC    | CD         | ESCL-3720                   | 5位             | NEWTRAL                                                     |
| 21st | 2011年        | 11月23日      | 歩いていこう                      | CD         | ESCL-3810                   | 9位             | NEWTRAL                                                     |
| 22nd | 2012年        | 1月18日       | いつだって僕らは                  | CD         | ESCL-3816                   | 4位             | NEWTRAL                                                     |
| 23rd | 2012年        | 4月25日       | ハルウタ                          | CD         | ESCL-3875                   | 4位             | I                                                           |
| 24th | 2012年        | 7月18日       | 風が吹いている                    | CD         | ESCL-3930                   | 3位             | I                                                           |
| 25th | 2013年        | 6月5日        | 1 2 3 〜恋がはじまる〜            | CD         | ESCL-4044                   | 9位             | I                                                           |
| 26th | 2013年        | 7月10日       | 笑顔                              | CD         | ESCL-4075（期間限定盤）     | 5位             | I                                                           |
| 26th | 2013年        | 7月10日       | 笑顔                              | CD         | ESCL-4076（通常盤）         | 5位             | I                                                           |
| 27th | 2014年        | 7月9日        | ラブソングはとまらないよ          | CD         | ESCL-4234                   | 6位             | FUN! FUN! FANFARE!                                          |
| 28th | 2014年        | 10月15日      | 熱情のスペクトラム/涙がきえるなら | CD         | ESCL-4283                   | 10位            | FUN! FUN! FANFARE!                                          |
| 29th | 2014年        | 11月12日      | GOLDEN GIRL                       | CD         | ESCL-4300                   | 13位            | FUN! FUN! FANFARE!                                          |
| 30th | 2015年        | 5月13日       | あなた                            | CD         | ESCL-4425                   | 10位            | 超いきものばかり 〜てんねん記念メンバーズBESTセレクション〜 |
| 31st | 2015年        | 11月3日       | ラブとピース!/夢題〜遠くへ〜      | CD         | ESCL-4543                   | 8位             | 超いきものばかり 〜てんねん記念メンバーズBESTセレクション〜 |
| 32nd | 2016年8月24日 | 2016年8月24日 | ラストシーン/ぼくらのゆめ         | CD         | ESCL-4659                   | 20位            | 超いきものばかり 〜てんねん記念メンバーズBESTセレクション〜 |
| 33rd | 2021年2月24日 | 2021年2月24日 | BAKU                              | CD         | ESCL-5319（通常盤）         | 21位            | WHO?                                                        |
| 33rd | 2021年2月24日 | 2021年2月24日 | BAKU                              | アナログ盤 | ESJL-3118（完全生産限定盤） | 21位            | WHO?                                                        |
| 34th | 2023年9月13日 | 2023年9月13日 | うれしくて/ときめき               | CD+BD      | ESCL-5850/51（初回限定盤）  | 18位            | ○                                                           |
| 34th | 2023年9月13日 | 2023年9月13日 | うれしくて/ときめき               | CD         | ESCL-5852（通常盤）         | 18位            | ○                                                           |
| 35th | 2024年        | 5月22日       | 運命ちゃん                        | CD+BD      | ESCL-5960（初回生産限定盤） | 25位            | あそび                                                      |
| 35th | 2024年        | 5月22日       | 運命ちゃん                        | CD+BD      | ESCL-5963（アニメ盤）       | 25位            | あそび                                                      |
| 35th | 2024年        | 5月22日       | 運命ちゃん                        | CD         | ESCL-5962（通常盤）         | 25位            | あそび                                                      |
| 36th | 2024年        | 7月17日       | 晴々!/青のなかで                  | CD+BD      | ESCL-5983（初回生産限定盤） | 12位            | あそび                                                      |
| 36th | 2024年        | 7月17日       | 晴々!/青のなかで                  | CD+BD      | ESCL-5986（期間生産限定盤） | 12位            | あそび                                                      |
| 36th | 2024年        | 7月17日       | 晴々!/青のなかで                  | CD         | ESCL-5985（通常盤）         | 12位            | あそび                                                      |
| 37th | 2024年        | 11月2日       | 会いたい                          | CD         | ESCL-6020（通常盤）         |                 | あそび                                                      |
| 37th | 2024年        | 11月2日       | 会いたい                          | CD         | （ライブ仕様盤）            |                 | あそび                                                      |

#### 配信限定シングル
|      | 配信日       | 配信日       | タイトル               | 規格                   | 収録アルバム |
| ---- | ------------ | ------------ | ---------------------- | ---------------------- | ------------ |
| 1st  | 2019年       | 1月1日       | WE DO                  | デジタル・ダウンロード | WE DO        |
| 2nd  | 2019年       | 3月15日      | 太陽                   | デジタル・ダウンロード | WE DO        |
| 3rd  | 2019年       | 4月1日       | SING!                  | デジタル・ダウンロード | WE DO        |
| 4th  | 2019年       | 4月12日      | アイデンティティ       | デジタル・ダウンロード | WE DO        |
| 5th  | 2019年       | 11月2日      | STAR LIGHT JOURNEY     | デジタル・ダウンロード | WE DO        |
| 6th  | 2020年       | 3月20日      | 生きる                 | デジタル・ダウンロード | WHO?         |
| 7th  | 2020年       | 8月31日      | きらきらにひかる       | デジタル・ダウンロード | WHO?         |
| 8th  | 2021年       | 1月18日      | BAKU                   | デジタル・ダウンロード | WHO?         |
| 9th  | 2021年       | 5月30日      | 今日から、ここから     | デジタル・ダウンロード | 未収録       |
| 10th | 2023年5月3日 | 2023年5月3日 | STAR                   | デジタル・ダウンロード | ○            |
| 11th | 2024年       | 3月28日      | 青のなかで             | デジタル・ダウンロード | あそび       |
| 12th | 2024年       | 4月7日       | 運命ちゃん             | デジタル・ダウンロード | あそび       |
| 13th | 2024年       | 10月14日     | ドラマティックおいでよ | デジタル・ダウンロード | あそび       |

|   | 配信日         | タイトル                                     | 規格                   | 収録シングル |
| - | -------------- | -------------------------------------------- | ---------------------- | ------------ |
| - | 2021年10月18日 | 今日から、ここから - From THE FIRST TAKE     | デジタル・ダウンロード | 運命ちゃん   |
| - | 2021年10月18日 | 気まぐれロマンティック - From THE FIRST TAKE | デジタル・ダウンロード | 運命ちゃん   |

### アルバム

#### オリジナルアルバム
|      | 発売日         | 発売日         | タイトル           | 規格   | 規格品番               | オリコン 最高位 |
| ---- | -------------- | -------------- | ------------------ | ------ | ---------------------- | --------------- |
| 1st  | 2007年3月7日   | 2007年3月7日   | 桜咲く街物語       | CD     | ESCL-2910              | 4位             |
| 2nd  | 2008年         | 2月13日        | ライフアルバム     | CD     | ESCL-3046              | 2位             |
| 3rd  | 2008年         | 12月24日       | My song Your song  | CD     | ESCL-3146              | 1位             |
| 4th  | 2009年12月23日 | 2009年12月23日 | ハジマリノウタ     | CD+DVD | ESCL-3354/5（初回盤）  | 1位             |
| 4th  | 2009年12月23日 | 2009年12月23日 | ハジマリノウタ     | CD     | ESCL-3356（通常盤）    | 1位             |
| 5th  | 2012年2月29日  | 2012年2月29日  | NEWTRAL            | 2CD    | ESCL-3827/8（初回盤）  | 1位             |
| 5th  | 2012年2月29日  | 2012年2月29日  | NEWTRAL            | CD     | ESCL-3829（通常盤）    | 1位             |
| 6th  | 2013年7月24日  | 2013年7月24日  | I                  | CD+DVD | ESCL-4089/90（初回盤） | 1位             |
| 6th  | 2013年7月24日  | 2013年7月24日  | I                  | CD     | ESCL-4091（通常盤）    | 1位             |
| 7th  | 2014年12月24日 | 2014年12月24日 | FUN! FUN! FANFARE! | CD+DVD | ESCL-4333/4（初回盤）  | 1位             |
| 7th  | 2014年12月24日 | 2014年12月24日 | FUN! FUN! FANFARE! | CD     | ESCL-4335（通常盤）    | 1位             |
| 8th  | 2019年12月25日 | 2019年12月25日 | WE DO              | 2CD    | ESCL-5313/4（初回盤）  | 2位             |
| 8th  | 2019年12月25日 | 2019年12月25日 | WE DO              | CD     | ESCL-5315（通常盤）    | 2位             |
| 9th  | 2021年3月31日  | 2021年3月31日  | WHO?               | CD+DVD | ESCL-5505/6（初回盤）  | 4位             |
| 9th  | 2021年3月31日  | 2021年3月31日  | WHO?               | CD     | ESCL-5507（通常盤）    | 4位             |
| 10th | 2023年12月13日 | 2023年12月13日 | 〇                 | CD+BD  | ESCL-5883/4（初回盤）  | 5位             |
| 10th | 2023年12月13日 | 2023年12月13日 | 〇                 | CD     | ESCL-5885（通常盤）    | 5位             |
| 11th | 2025年4月30日  | 2025年4月30日  | あそび             | CD+BD  | ESCL-6087/8（初回盤）  | TBA             |
| 11th | 2025年4月30日  | 2025年4月30日  | あそび             | CD     | ESCL-6089（通常盤）    | TBA             |

#### ベストアルバム
|                  | リリース       | タイトル                                                    | 規格    | 規格品番               | オリコン 最高位 |
| ---------------- | -------------- | ----------------------------------------------------------- | ------- | ---------------------- | --------------- |
| 1st              | 2010年11月3日  | いきものばかり 〜メンバーズBESTセレクション〜               | 2CD+DVD | ESCL-3525～7（初回盤） | 1位             |
| 1st              | 2010年11月3日  | いきものばかり 〜メンバーズBESTセレクション〜               | 2CD     | ESCL-3528/9（通常盤）  | 1位             |
| 2nd （バラード） | 2012年12月19日 | バラー丼                                                    | CD      | ESCL-4008/9（初回盤）  | 1位             |
| 2nd （バラード） | 2012年12月19日 | バラー丼                                                    | CD      | ESCL-4010（通常盤）    | 1位             |
| 3rd              | 2016年3月15日  | 超いきものばかり 〜てんねん記念メンバーズBESTセレクション〜 | 4CD     | ESCL-5555～8（初回盤） | 1位             |
| 3rd              | 2016年3月15日  | 超いきものばかり 〜てんねん記念メンバーズBESTセレクション〜 | 3CD     | ESCL-5560～2（通常盤） | 1位             |

#### コンピレーションアルバム
| 発売日        | タイトル            | 規格 | 規格品番  | オリコン 最高位 |
| ------------- | ------------------- | ---- | --------- | --------------- |
| 2024年2月14日 | いきものがかりmeets | CD   | ESCL-5911 |                 |

### その他
|     | 発売日        | タイトル                 | 規格 | 規格品番     | オリコン 最高位 |
| --- | ------------- | ------------------------ | ---- | ------------ | --------------- |
| 1st | 2018年3月15日 | レコー丼〜超七色大盛り〜 | 14LP | ESJL3100～13 | 46位            |

### 映像作品

#### PV集
|     | 発売日         | タイトル                   | 規格         | 規格品番  |
| --- | -------------- | -------------------------- | ------------ | --------- |
| 1st | 2009年3月4日   | とってもええぞう           | DVD          | ESBL-2264 |
| 1st | 2013年12月11日 | 帰ってきたとってもええぞう | Blu-ray Disc | ESXL-33   |
| 2nd | 2013年12月11日 | とってもええぞう2          | DVD          | ESBL-2343 |
| 2nd | 2013年12月11日 | とってもええぞう2          | Blu-ray Disc | ESXL-34   |

#### ライブビデオ
|      | 発売日         | 発売日         | タイトル | 規格                   | 規格品番                                              |
| ---- | -------------- | -------------- | --- | ---------------------- | ----------------------------------------------------- |
| 1st  | 2011年         | 4月27日        | いきものがかりの みなさん、こんにつあー!! 2010 〜なんでもアリーナ!!!〜                                            | 2DVD                   | ESBL-2310/1                                           |
| 1st  | 2011年         | 4月27日        | いきものがかりの みなさん、こんにつあー!! 2010 〜なんでもアリーナ!!!〜                                            | Blu-ray Disc           | ESXL-11                                               |
| 2nd  | 2011年         | 12月14日       | いきものまつり2011 どなたサマーも楽しみまSHOW!!! 〜横浜スタジアム〜                                               | 2DVD                   | ESBL-2312/3                                           |
| 2nd  | 2011年         | 12月14日       | いきものまつり2011 どなたサマーも楽しみまSHOW!!! 〜横浜スタジアム〜                                               | Blu-ray Disc           | ESXL-15                                               |
| 3rd  | 2013年3月27日  | 2013年3月27日  | いきものがかりの みなさん、こんにつあー!! 2012 〜NEWTRAL〜                                                        | 2DVD+CD                | ESBL-2336～8（初回盤）                                |
| 3rd  | 2013年3月27日  | 2013年3月27日  | いきものがかりの みなさん、こんにつあー!! 2012 〜NEWTRAL〜                                                        | 2DVD                   | ESBL-2339/40（通常盤）                                |
| 3rd  | 2013年3月27日  | 2013年3月27日  | いきものがかりの みなさん、こんにつあー!! 2012 〜NEWTRAL〜                                                        | Blu-ray Disc+CD        | ESXL-26/7（初回盤）                                   |
| 3rd  | 2013年3月27日  | 2013年3月27日  | いきものがかりの みなさん、こんにつあー!! 2012 〜NEWTRAL〜                                                        | Blu-ray Disc           | ESXL-28（通常盤）                                     |
| 4th  | 2014年3月26日  | 2014年3月26日  | いきものがかりの みなさん、こんにつあー!! 2013 〜I〜                                                              | 2DVD+CD                | ESBL-2366～8（初回盤）                                |
| 4th  | 2014年3月26日  | 2014年3月26日  | いきものがかりの みなさん、こんにつあー!! 2013 〜I〜                                                              | 2DVD                   | ESBL-2369/70（通常盤）                                |
| 4th  | 2014年3月26日  | 2014年3月26日  | いきものがかりの みなさん、こんにつあー!! 2013 〜I〜                                                              | Blu-ray Disc+CD        | ESXL-44/5（初回盤）                                   |
| 4th  | 2014年3月26日  | 2014年3月26日  | いきものがかりの みなさん、こんにつあー!! 2013 〜I〜                                                              | Blu-ray Disc           | ESXL-46（通常盤）                                     |
| 5th  | 2015年12月9日  | 2015年12月9日  | いきものがかりの みなさん、こんにつあー!! 2015 〜FUN! FUN! FANFARE!〜                                             | 2DVD+CD                | ESBL-2412～4（初回盤）                                |
| 5th  | 2015年12月9日  | 2015年12月9日  | いきものがかりの みなさん、こんにつあー!! 2015 〜FUN! FUN! FANFARE!〜                                             | 2DVD                   | ESBL-2415/6（通常盤）                                 |
| 5th  | 2015年12月9日  | 2015年12月9日  | いきものがかりの みなさん、こんにつあー!! 2015 〜FUN! FUN! FANFARE!〜                                             | Blu-ray Disc+CD        | ESXL-70/1（初回盤）                                   |
| 5th  | 2015年12月9日  | 2015年12月9日  | いきものがかりの みなさん、こんにつあー!! 2015 〜FUN! FUN! FANFARE!〜                                             | Blu-ray Disc           | ESXL-72（通常盤）                                     |
| 6th  | 2016年12月21日 | 2016年12月21日 | 超いきものまつり2016 地元でSHOW!! 〜海老名でしょー!!!〜                                                           | 2DVD+CD                | ESBL-2452～4（初回盤）                                |
| 6th  | 2016年12月21日 | 2016年12月21日 | 超いきものまつり2016 地元でSHOW!! 〜海老名でしょー!!!〜                                                           | 2DVD                   | ESBL-2455/6（通常盤）                                 |
| 6th  | 2016年12月21日 | 2016年12月21日 | 超いきものまつり2016 地元でSHOW!! 〜海老名でしょー!!!〜                                                           | Blu-ray Disc+CD        | ESXL-101/2（初回盤）                                  |
| 6th  | 2016年12月21日 | 2016年12月21日 | 超いきものまつり2016 地元でSHOW!! 〜海老名でしょー!!!〜                                                           | Blu-ray Disc           | ESXL-103（通常盤）                                    |
| 7th  | 2016年12月21日 | 2016年12月21日 | 超いきものまつり2016 地元でSHOW!! 〜厚木でしょー!!!〜                                                             | 2DVD+CD                | ESBL-2457～9（初回盤）                                |
| 7th  | 2016年12月21日 | 2016年12月21日 | 超いきものまつり2016 地元でSHOW!! 〜厚木でしょー!!!〜                                                             | 2DVD                   | ESBL-2460/1（通常盤）                                 |
| 7th  | 2016年12月21日 | 2016年12月21日 | 超いきものまつり2016 地元でSHOW!! 〜厚木でしょー!!!〜                                                             | Blu-ray Disc+CD        | ESXL-104/5（初回盤）                                  |
| 7th  | 2016年12月21日 | 2016年12月21日 | 超いきものまつり2016 地元でSHOW!! 〜厚木でしょー!!!〜                                                             | Blu-ray Disc           | ESXL-106（通常盤）                                    |
| 8th  | 2021年11月3日  | 2021年11月3日  | いきものがかりの みなさん、こんにつあー!! THE LIVE 2021!!!                                                        | 2Blu-ray Disc+2DVD+2CD | ESXL-320/6（完全生産限定盤/グラデュエイション!!!盤）  |
| 8th  | 2021年11月3日  | 2021年11月3日  | いきものがかりの みなさん、こんにつあー!! THE LIVE 2021!!!                                                        | 2DVD                   | ESBL-2598/9（通常盤）                                 |
| 8th  | 2021年11月3日  | 2021年11月3日  | いきものがかりの みなさん、こんにつあー!! THE LIVE 2021!!!                                                        | 2Blu-ray Disc          | ESXL-227/8（通常盤）                                  |
| 9th  | 2024年11月2日  | 2024年11月2日  | いきものがかりの みなさん、こんにつあー!!2024 ～あなたと！わたしと！みんなで！歌いまSHOW!!～ 横浜にじゅうまる公演 | 2Blu-ray Disc+2DVD+2CD | ESXL-320/6（完全生産限定盤/スペシャルブックレット付） |
| 9th  | 2024年11月2日  | 2024年11月2日  | いきものがかりの みなさん、こんにつあー!!2024 ～あなたと！わたしと！みんなで！歌いまSHOW!!～ 横浜にじゅうまる公演 | 2DVD                   | ESBL-2655/6（通常盤）                                 |
| 9th  | 2024年11月2日  | 2024年11月2日  | いきものがかりの みなさん、こんにつあー!!2024 ～あなたと！わたしと！みんなで！歌いまSHOW!!～ 横浜にじゅうまる公演 | 2Blu-ray Disc          | ESXL-327/8（通常盤）                                  |
| 10th | 2024年11月2日  | 2024年11月2日  | いきものがかり 路上ライブ at 武道館 / いきものがかり meets 情熱⼤陸                                               | 2BD + 2DVD + 2CD       | ESXL-350/6(完全生産限定盤)                            |
| 10th | 2024年11月2日  | 2024年11月2日  | いきものがかり 路上ライブ at 武道館 / いきものがかり meets 情熱⼤陸                                               | 2BD / 2DVD             | ESXL-357/8(初回盤)                                    |

### その他楽曲
| 曲名             | 備考                                                    | 発表など                               |
| ---------------- | ------------------------------------------------------- | -------------------------------------- |
| ふたりの愛ランド | 石川優子&チャゲのカバーで、吉岡と水野のデュエット楽曲。 | 2006年8月1日配信開始（現在は配信終了） |
| ありがと         | 3人で歌う曲で、シングル曲「ありがとう」とは別の曲       | ライブで披露されたのみ、未リリース     |
| カタワレ         | 水野のソロ楽曲                                          | ライブで披露されたのみ、未リリース     |
| 愛のことば       | 山下のソロ楽曲で、『NEWTRAL』収録曲「愛言葉」とは別の曲 | ライブで披露されたのみ、未リリース     |

### 参加作品
| 作品                                                           | 発売日 （レーベル）                                  | 規格                   | 参加曲           |
| -------------------------------------------------------------- | ---------------------------------------------------- | ---------------------- | ---------------- |
| 14プリンセス 〜PRINCESS PRINCESS CHILDREN〜                    | 2006年3月8日発売 （エスエムイーレコーズ）            | CD                     | GET CRAZY!       |
| BLEACH THE BEST                                                | 2006年12月13日発売 （アニプレックス）                | CD                     | HANABI           |
| Anime×Music Collaboration 39 '02-'07                           | 2008年3月26日発売 （ミュージックレイン）             | CD                     | 流星ミラクル     |
| 恋のうた                                                       | 2008年7月2日発売 （ユニバーサルミュージック）        | CD                     | コイスルオトメ   |
| しあわせになれるうた                                           | 2008年9月24日発売 （ユニバーサルミュージック）       | CD                     | コイスルオトメ   |
| Wonderful Tunes〜Love Winter〜                                 | 2008年12月26日発売 （ビクターエンタテインメント）    | CD                     | 雪やまぬ夜二人   |
| JUDY AND MARY 15th Anniversary Tribute Album                   | 2009年3月18日発売 （エピックレコードジャパン）       | CD                     | クラシック       |
| Shout at YUMING ROCKS                                          | 2009年4月8日発売 （EMIミュージック・ジャパン）       | CD                     | 卒業写真         |
| BEST HIT NARUTO                                                | 2010年7月17日発売 （アニプレックス）                 | CD                     | ブルーバード     |
| BEST HIT NARUTO                                                | 2010年7月17日発売 （アニプレックス）                 | CD                     | ホタルノヒカリ   |
| SHIFT IV NISSAN CM TRACKS                                      | 2012年3月7日発売 （SMJインターナショナル）           | CD                     | 風と未来         |
| クライマックス・ラヴストーリー 〜第2章〜                       | 2012年8月22日発売 （ソニー・ミュージックダイレクト） | CD                     | ふたり           |
| 私とドリカム -DREAMS COME TRUE 25th ANNIVERSARY BEST COVERS-   | 2014年3月26日発売 （エピックレコードジャパン）       | CD                     | 未来予想図II     |
| 情熱の2000'sベストヒッツ35曲!〜Epic35〜                        | 2014年4月9日配信開始 （エピックレコードジャパン）    | デジタル・ダウンロード | 帰りたくなったよ |
| 情熱の2000'sベストヒッツ35曲!〜Epic35〜                        | 2014年4月9日配信開始 （エピックレコードジャパン）    | デジタル・ダウンロード | じょいふる       |
| 島田印-島田昌典ワークス・ヒットコレクション-                   | 2014年4月16日発売 （アリオラジャパン）               | CD                     | SAKURA           |
| 島田印-島田昌典ワークス・ヒットコレクション-                   | 2014年4月16日発売 （アリオラジャパン）               | CD                     | 帰りたくなったよ |
| YUZU 20th Anniversary ALL TIME BEST ALBUM ゆずイロハ 1997-2017 | 2017年4月26日発売 （セーニャ・アンド・カンパニー）   | CD                     | イロトリドリ     |
| LOVE 〜もういちど好きになってもいいですか？〜 mixed by DJ 和   | 2021年2月16日発売                                    | CD                     | 帰りたくなったよ |
| HAPPY 〜たまには⼤⼈をサボっちゃお？〜 mixed by DJ 和          | 2021年2月16日発売                                    | CD                     | じょいふる       |
| みんなのスキマスイッチ                                         | 2024年5月29日発売                                    | CD                     | ボクノート       |

### 書籍
- いきものがかりの みなさん、こんにつあー!! 2010 ツアー・ドキュメント・ブック『いきものめぐり』（2011年3月25日）
- いきものがかりのほん（2012年12月23日）
- いきものがかり全歌詞集（2013年1月31日）
- いきものがかり ドキュメント・ブック 「Iのほん」 (2014年3月26日)

## タイアップ一覧
| 使用年 | 曲名                                 | タイアップ                                                                                                |
| ------ | ------------------------------------ | --- |
| 2005年 | コイスルオトメ                       | テレビ神奈川『音楽缶』2005年8月度テーマソング                                                             |
| 2006年 | SAKURA                               | NTT「DENPO115」NTT東日本エリアCMソング                                                                    |
| 2006年 | SAKURA                               | NTT東日本「D-MAIL」TV-CMソング                                                                            |
| 2006年 | SAKURA                               | ミュゥモ TV-CMソング                                                                                      |
| 2006年 | HANABI                               | テレビ東京系アニメ『BLEACH』エンディングテーマ（第75話 - 第86話）                                         |
| 2006年 | HANABI                               | ミュゥモ TV-CMソング                                                                                      |
| 2006年 | コイスルオトメ                       | 日本テレビ系『恋愛部活（ラブカツ）』10月度エンディングテーマ                                              |
| 2006年 | コイスルオトメ                       | ミュゥモ TV-CMソング                                                                                      |
| 2006年 | 二輪花                               | アップリンク配給映画『チェリーパイ』主題歌                                                                |
| 2006年 | 流星ミラクル                         | 毎日放送・TBS系アニメ『天保異聞 妖奇士』前期オープニングテーマ                                            |
| 2006年 | 流星ミラクル                         | ミュゥモ TV-CMソング                                                                                      |
| 2007年 | うるわしきひと                       | 日本コカ・コーラ「アクエリアス ビタミンガード」CMソング                                                   |
| 2007年 | うるわしきひと                       | ミュゥモ TV-CMソング                                                                                      |
| 2007年 | 青春のとびら                         | ソニー・ピクチャーズ エンタテインメント配給3Dアニメ映画『モンスター・ハウス』（日本語吹替版）テーマソング |
| 2007年 | KIRA★KIRA★TRAIN                      | テレビ東京系『Friend-Ship Project』テーマソング                                                           |
| 2007年 | 夏空グラフィティ                     | 日本コカ・コーラ「アクエリアス ビタミンガード」CMソング                                                   |
| 2007年 | 夏空グラフィティ                     | エムティーアイ「music.jp」TV-CMソング                                                                     |
| 2007年 | 青春ライン                           | 毎日放送・TBS系アニメ『おおきく振りかぶって』第2期オープニングテーマ                                      |
| 2007年 | 茜色の約束                           | au（KDDI・沖縄セルラー電話）「LISMO」CMキャンペーンソング                                                 |
| 2007年 | 茜色の約束                           | テレビ神奈川『saku saku』2007年10月度エンディングテーマ                                                   |
| 2008年 | 花は桜 君は美し                      | au（KDDI・沖縄セルラー電話）Sony Ericsson「W61S」CMソング                                                 |
| 2008年 | 帰りたくなったよ                     | 東宝配給映画『砂時計』主題歌                                                                              |
| 2008年 | 帰りたくなったよ                     | アイフルホームCMソング                                                                                    |
| 2008年 | 帰りたくなったよ                     | エムティーアイ「music.jp」TV-CMソング                                                                     |
| 2008年 | 帰りたくなったよ                     | テレビ神奈川『saku saku』2008年4月度エンディングテーマ                                                    |
| 2008年 | 残り風                               | Nintendo DS用ゲームソフト『BLEACH The 3rd Phantom』テーマソング                                           |
| 2008年 | ブルーバード                         | テレビ東京系アニメ『NARUTO -ナルト- 疾風伝』オープニングテーマ（第54話 - 第77話）                         |
| 2008年 | ブルーバード                         | エクシング「ポケメロJOYSOUND」TV-CMソング                                                                 |
| 2008年 | Happy Smile Again                    | NHK総合『スタジオパークからこんにちは』番組テーマソング（2008年4月 - 2010年3月）                          |
| 2008年 | 僕はここにいる                       | オリジナルビデオ作品『わんこ THE MOVIE 2』主題歌                                                          |
| 2008年 | プラネタリウム                       | NHK総合ドラマ8『キャットストリート』主題歌                                                                |
| 2008年 | プラネタリウム                       | dwango「dwango.jp」TV-CMソング                                                                            |
| 2008年 | プラネタリウム                       | ヤマハ「MySound」TV-CMソング                                                                              |
| 2008年 | プラネタリウム                       | エクシング「ポケメロJOYSOUND」TV-CMソング                                                                 |
| 2008年 | スパイス・マジック                   | ケータイ小説『恋するコンビニ』コラボレーション楽曲                                                        |
| 2008年 | 気まぐれロマンティック               | フジテレビ系ドラマ『セレブと貧乏太郎』主題歌                                                              |
| 2008年 | 気まぐれロマンティック               | ヤマハ「MySound」TV-CMソング                                                                              |
| 2008年 | 気まぐれロマンティック               | テレビ神奈川『saku saku』2008年12月度エンディングテーマ                                                   |
| 2008年 | message                              | Nintendo DS用ゲームソフト「大合奏!バンドブラザーズDX」CMソング                                            |
| 2008年 | 心の花を咲かせよう                   | 日本テレビ系『第87回全国高校サッカー選手権大会』応援歌                                                    |
| 2009年 | ふたり                               | TBS系日曜劇場『ぼくの妹』主題歌                                                                           |
| 2009年 | ふたり                               | NTTコミュニケーションズ「MUSICO」TV-CMソング                                                              |
| 2009年 | ホタルノヒカリ                       | テレビ東京系アニメ『NARUTO -ナルト- 疾風伝』オープニングテーマ（2009年4月9日 - 9月24日放送分）            |
| 2009年 | ホタルノヒカリ                       | テレビ神奈川『saku saku』2009年7月度エンディングテーマ                                                    |
| 2009年 | YELL                                 | 「第76回NHK全国学校音楽コンクール」中学生の部 課題曲                                                      |
| 2009年 | YELL                                 | NHK『みんなのうた』2009年8・9月度放送曲                                                                   |
| 2009年 | じょいふる                           | 江崎グリコ「ポッキーチョコレート」CMソング                                                                |
| 2009年 | なくもんか                           | 東宝配給映画『なくもんか』主題歌                                                                          |
| 2009年 | なくもんか                           | はたらいくCMソング                                                                                        |
| 2010年 | 真昼の月                             | TBS・BS-TBSドラマ／アニプレックス配給映画『BUNGO～日本文学シネマ～』主題歌                                |
| 2010年 | ノスタルジア                         | スタイルジャム配給映画『時をかける少女』主題歌                                                            |
| 2010年 | 時をかける少女                       | スタイルジャム配給映画『時をかける少女』挿入歌                                                            |
| 2010年 | ありがとう                           | NHK連続テレビ小説『ゲゲゲの女房』主題歌                                                                   |
| 2010年 | 今走り出せば                         | 代々木ゼミナール「代ゼミの合格発表～未来を変える扁～」TV-CMソング                                         |
| 2010年 | スピリッツ                           | 日本テレビ系プロ野球中継『元気を日本に 日本プロ野球2010』イメージソング                                   |
| 2010年 | キミがいる                           | 日本テレビ系水曜ドラマ『ホタルノヒカリ2』主題歌                                                           |
| 2010年 | 風と未来                             | 日産自動車「新・日産セレナ」CMソング                                                                      |
| 2011年 | ありがとう                           | 「第83回選抜高等学校野球大会」入場行進曲                                                                  |
| 2011年 | NEW WORLD MUSIC                      | フジテレビ系『めざましテレビ』2011年度テーマソング（2011年4月1日 - 2012年3月30日）                        |
| 2011年 | 笑ってたいんだ                       | 日産自動車「日産・セレナ」CMソング                                                                        |
| 2011年 | 歩いていこう                         | TBS系木曜ドラマ9『ランナウェイ〜愛する君のために』主題歌                                                  |
| 2012年 | いつだって僕らは                     | ユーキャン2012年キャンペーンCMソング                                                                      |
| 2012年 | KISS KISS BANG BANG                  | アサヒ飲料「十六茶」CMソング                                                                              |
| 2012年 | ハルウタ                             | 東宝配給アニメ映画『名探偵コナン 11人目のストライカー』主題歌                                             |
| 2012年 | 風が吹いている                       | NHKロンドンオリンピック・パラリンピック番組テーマソング                                                   |
| 2012年 | ブルーバード                         | 読売テレビ・日本テレビ系『第35回鳥人間コンテスト選手権大会』大会イメージソング                            |
| 2013年 | 1 2 3 〜恋がはじまる〜               | カルピス「カルピスウォーター」（「恋の宣誓 春」編）CMソング                                               |
| 2013年 | 笑顔                                 | 東宝配給アニメ映画『劇場版ポケットモンスター ベストウイッシュ 神速のゲノセクト ミュウツー覚醒』主題歌     |
| 2013年 | マイサンシャインストーリー           | 日産自動車「日産・セレナ」CMソング                                                                        |
| 2014年 | 虹                                   | ヤマザキ「ランチパック」CMソング                                                                          |
| 2014年 | ラブソングはとまらないよ             | カルピス「カルピスウォーター」（「映画みたいな恋」編）CMソング                                            |
| 2014年 | キミがいる                           | TBS系『ナイナイのお見合い大作戦!』テーマソング                                                            |
| 2014年 | 涙がきえるなら                       | TBS系『NEWS23』番組テーマソング（2014年3月31日 - 2015年3月27日）                                          |
| 2014年 | 熱情のスペクトラム                   | 毎日放送・TBS系アニメ『七つの大罪』第1期第1クールオープニングテーマ（第一話 - 第十二話）                  |
| 2014年 | GOLDEN GIRL                          | TBS系火曜ドラマ『女はそれを許さない』主題歌                                                               |
| 2014年 | ジャンプ!                            | 日産自動車「日産・セレナ」CMソング                                                                        |
| 2014年 | キラリ                               | 東宝配給映画『アオハライド』主題歌                                                                        |
| 2015年 | ワンゴール                           | ユーキャン「ユーキャン通信講座」2015年キャンペーンCMソング                                                |
| 2015年 | マイステージ                         | 日本中央競馬会（JRA）2015年年間キャンペーンCMソング                                                       |
| 2015年 | あなた                               | 日本テレビ系『7daysTV～かぞくって、なんだ？～』キャンペーンテーマソング                                   |
| 2015年 | あなた                               | 日本テレビ系『バズリズム』2015年5月度オープニングテーマ                                                   |
| 2015年 | ラブとピース!                        | テレビ朝日系木曜ドラマ『遺産争族』主題歌                                                                  |
| 2016年 | いこう                               | 日本中央競馬会（JRA）2016年キャンペーンCMソング                                                           |
| 2016年 | 翼                                   | 三井住友銀行「ひとりひとりが日本代表。」CMソング                                                          |
| 2016年 | Sweet! Sweet! Music!                 | TBS系金曜ドラマ『私 結婚できないんじゃなくて、しないんです』主題歌                                        |
| 2016年 | ぼくらのゆめ                         | 日本コカ・コーラ「爽健美茶」2016年キャンペーンソング                                                      |
| 2016年 | MONSTER                              | カンテレ・フジテレビ系『ニッポンのぞき見太郎 あなたは多数派?少数派?』エンディングテーマ                   |
| 2016年 | 夢題〜遠くへ〜                       | NHK総合ドラマ10『水族館ガール』挿入歌                                                                     |
| 2016年 | ラストシーン                         | 東宝配給映画『四月は君の嘘』主題歌                                                                        |
| 2017年 | キミがいる                           | 松竹配給映画『ピーチガール』（もも編）挿入歌                                                              |
| 2019年 | WE DO                                | ソフトバンク「しばられるな」編 CMソング                                                                   |
| 2019年 | SING!                                | フジテレビ系『めざましテレビ』2019年度テーマソング（2019年4月1日 - 2020年3月27日）                        |
| 2019年 | アイデンティティ                     | ヤクルト「ミルミル」CMソング                                                                              |
| 2019年 | 太陽                                 | JA共済連「働くわたしのささエール」CMソング                                                                |
| 2019年 | STAR LIGHT JOURNEY                   | AbemaTVオリジナル恋愛リアリティーショー『こじらせ森の美女～私どうしてモテないの～』主題歌                 |
| 2019年 | 口笛にかわるまで                     | フジテレビ系『痛快TV スカッとジャパン』「嘘のような本当の話」コーナーテーマソング                         |
| 2019年 | さよなら青春                         | TBS系『PRODUCE 101 JAPAN』課題曲                                                                          |
| 2020年 | try again                            | ユーキャン2020年キャンペーンCMソング                                                                      |
| 2020年 | try again                            | J SPORTSほか『ジャパンラグビー トップリーグ 2020』エンディング曲                                          |
| 2020年 | 君への愛を言葉にするんだ             | 麻生グループ「企業CM～情熱と貢献～」TV-CMソング                                                           |
| 2020年 | 生きる                               | 漫画『100日後に死ぬワニ』コラボムービー テーマソング                                                      |
| 2020年 | きらきらにひかる                     | テレビ朝日系木曜ドラマ『未解決の女～警視庁文書捜査官～』（シーズン2）主題歌                               |
| 2021年 | BAKU                                 | テレビ東京系アニメ『BORUTO-ボルト- NARUTO NEXT GENERATIONS』オープニングテーマ                            |
| 2021年 | SAKURA                               | 日本マクドナルド「てりたま 『桜の精』篇」CMソング                                                         |
| 2021年 | チキンソング                         | ABC-MART TV-CMソング                                                                                      |
| 2021年 | TSUZUKU                              | 東宝配給アニメ映画『100日間生きたワニ』主題歌                                                             |
| 2021年 | ええじゃないか                       | 東宝/KADOKAWA配給映画『妖怪大戦争 ガーディアンズ』主題歌                                                  |
| 2021年 | 歩いていこう                         | 日本テレビ系キャンペーン『カラダWEEK』2021・2022年度テーマソング                                          |
| 2023年 | STAR                                 | キノフィルムズ配給映画『銀河鉄道の父』主題歌                                                              |
| 2023年 | Happy Smile Again                    | JR西日本グループ「もっとつながる。未来が動き出す。」CMソング                                              |
| 2023年 | ときめき                             | プリキュア20周年記念ソング                                                                                |
| 2023年 | ときめき                             | NHK Eテレアニメ『キボウノチカラ〜オトナプリキュア'23〜』オープニングテーマ                                |
| 2023年 | きっと愛になる                       | フジテレビ系「坂上どうぶつ王国」テーマソング                                                              |
| 2023年 | うれしくて                           | 東映配給アニメ映画『映画 プリキュアオールスターズF』主題歌                                                |
| 2023年 | うれしくて                           | 朝日放送テレビ・テレビ朝日系アニメ『ひろがるスカイ!プリキュア』エンディングテーマ（第33話・第34話）       |
| 2023年 | 声                                   | 学生スポーツ応援コミュニティサービス「ANYTEAM」コラボ企画「#応援は想いを届けるスポーツだ」応援歌          |
| 2023年 | 好きをあつめたら                     | JUN ファッションブランド「ROPÉ PICNIC」イメージソング                                                     |
| 2023年 | 誰か                                 | 日本新聞協会広告委員会『新聞で紡ぐ希望のうた（新聞広告統一PRキャンペーン）』テーマソング                  |
| 2023年 | 気まぐれロマンティック               | ロート製薬『素肌みたいな恋がしたい』CMテーマソング                                                        |
| 2024年 | Challenger                           | テレビ朝日系『スーパーJチャンネル』テーマソング                                                           |
| 2024年 | 青のなかで                           | 三ツ矢サイダー「一緒なら、もっと楽しい！」編CMテーマソング                                                |
| 2024年 | 運命ちゃん                           | 毎日放送・TBS系アニメ『夜桜さんちの大作戦』オープニングテーマ                                             |
| 2024年 | 晴々!                                | テレビ東京系アニメ『天穂のサクナヒメ』オープニングテーマ                                                  |
| 2024年 | ドラマティックおいでよ               | 日本テレビ系日曜ドラマ『若草物語-恋する姉妹と恋せぬ私-』主題歌                                            |
| 2024年 | 帰りたくなったよ                     | NHKスポットCM「これまでも これからも」地域編                                                              |
| 2025年 | コイスルオトメ - From THE FIRST TAKE | ゼクシィ「ありのままの、ふたりのままで。」篇 TVCMソング                                                   |
| 2025年 | 夕焼けが生まれる街                   | NHK『みんなのうた』4・5月放送曲                                                                           |
| 2025年 | 遠くへいけるよ meets 松下奈緒        | 朝日放送テレビ・テレビ朝日系『朝だ!生です旅サラダ』テーマ曲                                               |
| 2025年 | 彩り                                 | 小田急グループ企業CMソング                                                                                |
| 2025年 | 歩いていこう                         | 塩野義製薬「大切な人のために。」篇 TVCMソング                                                             |
| 2025年 | 生きて、燦々                         | NHK総合アニメ『キングダム』第6シリーズオープニングテーマ                                                  |

駅の列車接近メロディ
| 楽曲       | 駅（路線）                 | 期間                 |
| ---------- | -------------------------- | -------------------- |
| SAKURA     | 海老名駅（小田急小田原線） | 2010年11月3日 - 現在 |
| YELL       | 本厚木駅（小田急小田原線） | 2010年11月3日 - 現在 |
| ありがとう | 調布駅（京王線）           | 2012年8月19日 - 現在 |